# エミール・ガボリオ

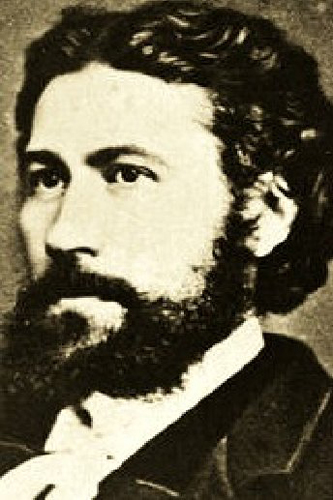
エミール・ガボリオ

エティエンヌ・エミール・ガボリオ（Étienne Émile Gaboriau、1832年11月9日 - 1873年9月28日）は、フランスの大衆小説作家。

## 生涯
シャラント＝マリティーム県ソージョンに公証人の息子として生まれた。公証人の見習いとなり、20歳の時に騎兵隊に入ったがアフリカで病気になり除隊する。パリでしばらく仲買人に雇われ、25歳の時週刊紙《ジャン・ディアブル》紙に入社し、アレクサンドル・デュマと知り合う。当時の大衆小説の大家ポール・フェヴァルの秘書として代作をするようになり、その材料を仕入れるために警察やモルグ（遺体置き場）を回り歩き、後に探偵小説を書くようになってからこれらの知識が役に立つことになった。
新聞小説だけでなく新聞付きの文芸誌に連載小説を発表するようになってからガボリオの名声は上がりはじめ、彼が原稿を一枚書くごとにメッセンジャーボーイが印刷所へ運ぶ有様だったという。このような生活を13年間おくり、21の長編を書いた。
1873年、肺出血のためパリで死去。41歳没。

### 探偵小説作家として
ガボリオは家庭のスキャンダルをテーマにした普通小説の他に、探偵小説の範疇に入る約８作品（6長編・1短編集・1未収録作品群）を残している。第2作以降の主役である探偵・ルコックは、シャーロック・ホームズなど後世の探偵小説に多大な影響を与えた。
黒岩涙香によるガボリオの翻案と紹介の意義は大きい。
若くして他界したガボリオを惜しんで、「鉄仮面」で有名なフォルチュネ・デュ・ボアゴベイは名探偵ルコックのその後の活躍を「ルコック氏の晩年（La Vieillesse de Monsieur Lecoq ）」のタイトルで執筆している。日本ではこれも黒岩涙香が「死美人」のタイトルで翻案しており、更に江戸川乱歩が同タイトルでリライト（代作：氷川瓏）している。

## 著作

### タバレ＆ルコックもの長編
1. ルルージュ事件　L'Affaire Lerouge（1866年）：ボードレールが仏訳したポーの推理小説の影響を受けた世界初の長編推理小説。この話では、ルコックは脇役に過ぎず、素人探偵の老人タバレが主人公である。2008年、初めて日本語による全訳が国書刊行会から出版された(ISBN 4336047561)。明治21年・黒岩涙香翻案『人耶鬼耶』、昭和21年ほか・田中早苗訳『ルルージュ事件』
2. 書類百十三　Le Dossier 113（1867年）：明治23年・黒岩涙香翻案『大盗賊』、大正8年・泉清風訳『十文字の秘密 : 探偵大活劇』[1]、昭和4年・田中早苗訳『書類百十三』
3. オルシヴァルの犯罪（河畔の悲劇）　Le Crime d'Orcival（1867年）：明治22年・丸亭素人訳『大疑獄』、昭和4年・田中早苗訳『河畔の悲劇』
4. パリの奴隷　Les Esclaves de Paris（1867年））：未訳
5. シャンドース家の秘密　Le Secret des Champdoce（1867年）：未訳。上記作品「パリの奴隷」の続編。
6. ルコック探偵　Monsieur Lecoq（1869年）：明治24年・南陽外史訳『大探偵』、昭和4年・田中早苗訳『ルコック探偵』。本作では第一作と同様、ルコックが捜査に行き詰まり、再び師匠のタバレに助言を求める趣向になっている。

### 短編集
1. バティニョールの小男　Le Petit Vieux des Batignolles（1876年）（短編集）：（標題作）明治25年・黒岩涙香翻案『血の文字』（青空文庫に掲載）　「クイーンの定員」で有名。死後出版の短編集。ガボリオの作品の中でもっとも純粋の推理小説に近づいていると言われる。メシネ刑事が登場する表題作「バティニョールの小男」やマグロ親分というアダ名のフランス警察の名物刑事が活躍する「失踪」Une disparition　などが光文社・早川書房で和訳。

### 短編
1. La vie infernale（1870年）[2]
2. La dégringolade（1872年）
3. 首の綱　La Corde au Cou（1873年）：明治22年・黒岩涙香翻案『有罪無罪』、昭和5年・江戸川乱歩訳（水谷準代訳）『首の綱』
4. 他人の銭　L'Argent des Autres（1874年）：明治22年・黒岩涙香翻案『他人の銭』
5. 呪われた家　Maudite Maison：前項の短編集に登場したマグロ親分もの第二短編。和訳は光文社ＥＱに掲載のみ。
6. 黄金党　La clique dorée：マグロ親分もの第三短編。同上。

### 普通小説（家庭・歴史もの）
1. Les cotillons célèbres（1860年）
2. L'Ancien Figaro（1861年）
3. 悪の駈引　Ruses d'amour（1862年）
4. 毒殺者の恋（バスティーユの悪魔）[3]　Les Amours d'une empoisonneuse（1863年）：十七世紀のパリで繰り広げられる歴史浪漫譚。

### 戯曲
1. Les Billets doux（1873年）
2. 旦那の弁護士　L'Avocat de maris （1882年）：没後出版の家庭スキャンダルもの戯曲。